# Historia naturalna

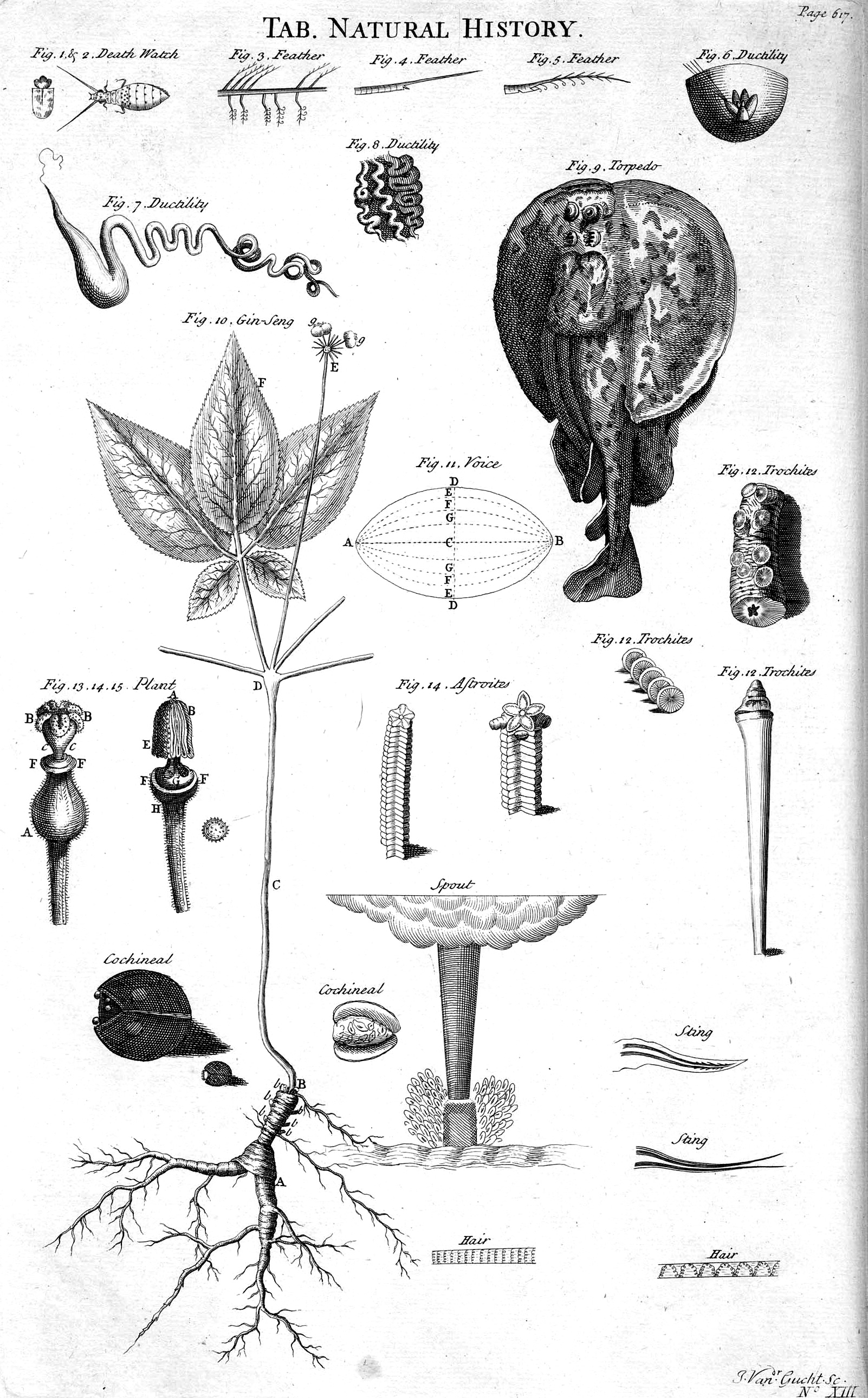
Tablica historii naturalnej, 1728 Cyclopaedia

Historia naturalna – termin dwuznaczny:
- zmiany zachodzące w przyrodzie;
- nauki przyrodnicze, badające zarówno przyrodę ożywioną, jak i nieożywioną (np. skały, minerały).

W polszczyźnie XXI wieku określenie to jest rzadziej używane niż przyrodoznawstwo.

## Historia
W przeszłości do dziedzin historii naturalnej włączano także obserwacje fizyczne, chemiczne i astronomiczne. Współcześnie termin ten stosuje się najczęściej do określania prac o przyrodzie ożywionej. Jednakże obecnie traktowany jest on w świecie nauki jako archaiczny, zbyt ogólny i rzadko stosowany w pracach naukowych.
Termin „historia naturalna” był już stosowany przez Arystotelesa i innych starożytnych filozofów greckich, które określali tak swoje badania nad światem przyrody. Pliniusz Starszy nazwał tak swoje główne dzieło. Średniowieczni chrześcijańscy filozofowie stosowali go głównie do określenia studiów nad scala naturae (wielki łańcuch Bytu), natomiast nurt arystotelesowski kontynuowali niektórzy badacze arabscy.
Przyrodniczy aspekt terminu powrócił do nauk w Europie w czasie renesansu. W Polsce w XVII wieku zagadnienie to popularyzował Jan Jonston przyrodoznawca i autor wielu prac wydawanych w Niemczech, Anglii i Niderlandach. Jednak upowszechnienie przyrodniczego sensu terminu było zasługą Linneusza. Od tej pory w XVIII i XIX w. często używano w literaturze naukowej terminu „historia naturalna” na określenie wszelkich badań przyrodniczych. Również muzea gromadzące zbiory przyrodnicze przyjmowały wtedy często nazwę muzeum historii naturalnej, utrzymaną przeważnie do dziś (np. Muzeum Historii Naturalnej w Londynie, Muzeum Historii Naturalnej w Paryżu).
W drugiej połowie XIX w. miała miejsce debata, której celem miało być wytyczenie pojęciowej granicy między historią naturalną jako całokształtem zmian zachodzących w przyrodzie a dziejami, czyli całokształtem zmian zachodzących w kulturze. Znaczącym uczestnikiem tej debaty był Thomas Henry Huxley (1825 – 1895), który najpierw uważał, że badając historię naturalną zdobywamy także wiedzę na temat społeczeństwa i kultury (ujęcie ewolucjonizmu społecznego), lecz od opublikowania pracy Evolution and Ethics (1893) wskazywał na odmienność praw obowiązujących w przyrodzie i w historii człowieka.
Przykładem niedostrzegania różnicy między historią naturalną a historią człowieka jest stanowisko krytyka teorii ewolucji i kreacjonisty Charlesa Hodge'a, który bronił idei celowości (teleologii) zmian zachodzących w przyrodzie.
Od przełomu XIX/XX w. w związku z rozwojem nauk i ich specjalizacją, termin „historia naturalna”, odnoszony do wszystkich zmian zachodzących w Naturze, zaczął być zbyt ogólnikowy. Utrzymał się on jednak wówczas w takich dziedzinach jak ekologia, etologia i biologia ewolucyjna
W XX wieku termin jest nieostry i bywa używany na określenie zmian zachodzących w przyrodzie (w sensie filogenetycznym i ontogenetycznym), jak również na określenie nauki.